# Wendelantenne

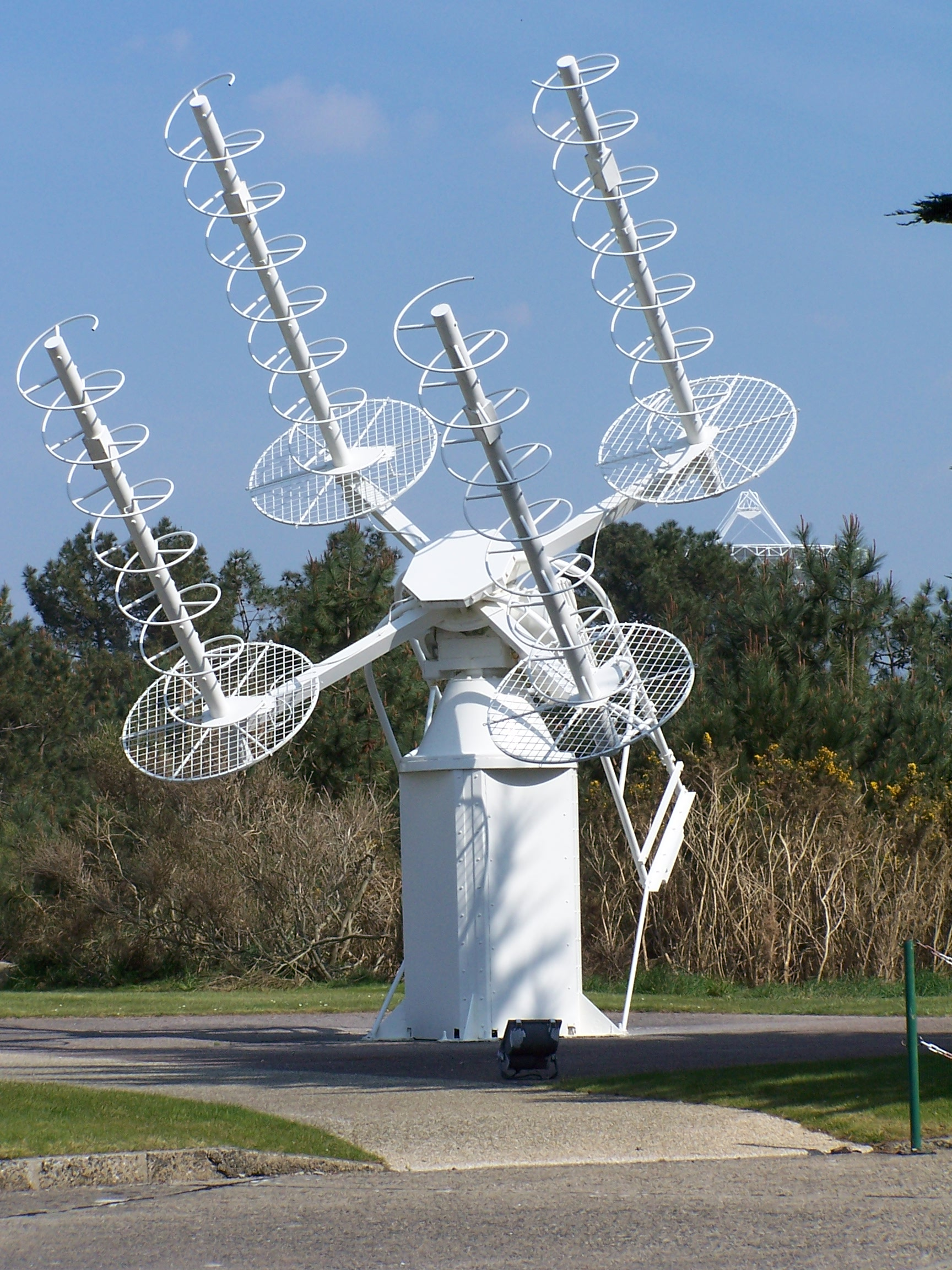
Monofilare Wendelantennen zur Satellitenkommunikation

Eine Wendelantenne, auch Helixantenne genannt, ist eine Richtantenne in Form einer Helix zum Senden und Empfangen zirkular polarisierter elektromagnetischer Wellen.
Helixantennen gibt es in verschiedenen Ausführungen. Allen gemeinsam ist, dass sie aus einem oder mehreren schraubenförmig gewundenen elektrischen Leitern (Band oder Draht) bestehen, dessen Dimensionen und Geometrie unter anderen von der Wellenlänge abhängt. Die Helixantenne wurde 1947 von John D. Kraus erfunden.

## Typen
Die verschiedenen Bauformen von Helixantennen lassen sich grob in folgende Hauptgruppen unterteilen:
- Monofilare Helixantennen bestehen nur aus einem schraubenförmigen Leiter und die Antenne benötigt zum Betrieb mit maximalem Antennengewinn am hinteren Ende eine leitfähige Fläche als Gegengewicht der Speisung. Die zirkulare Polarisationsrichtung der elektromagnetischen Welle entspricht der schraubenförmigen Orientierung des elektrischen Leiters.
- Bifilare Wendelantennen bestehen aus zwei umeinander geschlungenen Leitern, die um 180° gegensinnig gespeist werden. Nach [3] wird sie an der Spitze gespeist, strahlt also entgegen der Ausbreitungsrichtung auf der Wellenleiterstruktur. Die Bündelung ist weniger gut als die der monofilaren Helixantenne, was jedoch für einige Anwendungen (Parabolantennen-Speisung, Satellitenkommunikation ohne Nachführung) von Vorteil ist.
- Quadrifilare Helixantennen bestehen aus vier ineinander und um jeweils 90° versetzten schraubenförmigen Leitern. Quadrifilare Helixantennen benötigen, je nach konkretem Aufbau, an ihrem Ende nicht unbedingt einen Reflektor und die zirkulare Polarisationsrichtung der elektromagnetischen Welle kann, je nach Speisepunkt, auch gegensinnig zum Drehsinn der vier elektrischen Leiter sein. Kurze quadrifilare Wendelantennen sind resonant, daher schmalbandig und haben keine Wellenleitereigenschaften.[4]

Zur Erhöhung der Übertragungsbandbreite können Wendelantennen auch kegelig oder als Kugelkalotte ausgebildet werden. Solche Formen vereinen die gute Richtwirkung von Wendelantennen mit der Breitbandigkeit von Spiralantennen.

### Monofilare Helixantenne
Der Umfang der Wendel einer monofilaren Wendelantenne hat die Länge der Einsatz-Wellenlänge {\displaystyle \lambda }. Damit beträgt der Durchmesser {\displaystyle D}:
{\displaystyle D={\frac {\lambda }{\pi }}}
Wendelantennen werden daher vorrangig im Dezimeterwellen-Bereich (0,3–3 GHz) eingesetzt.
Die Ganghöhe {\displaystyle s} (Steigung) der Wendel hat ein Optimum beim 0,2- bis 0,3-Fachen der Wellenlänge. Mit der Zahl der Windungen {\displaystyle N} steigt der Gewinn {\displaystyle G} und verbessert sich die Richtcharakteristik der Antenne.
{\displaystyle G=15\cdot N\cdot s\cdot {\frac {(\pi \cdot D)^{2}}{\lambda ^{3}}}}
oder, wenn {\displaystyle D={\frac {\lambda }{\pi }}} und {\displaystyle s={\frac {\lambda }{4}}} sind:
{\displaystyle G\approx 4\cdot N}
Der maximal erzielbare Gewinn nähert sich jedoch ab einer Länge von
{\displaystyle 7\cdot \lambda }
einem Grenzwert von 15 dB an. Je höher der Gewinn, desto kleiner ist der Öffnungswinkel {\displaystyle \Theta } in Grad:
{\displaystyle \Theta ={\frac {52^{\circ }}{\pi \cdot D}}\cdot {\sqrt {\frac {\lambda ^{3}}{N\cdot s}}}}
{\displaystyle \Theta \approx {\frac {200^{\circ }}{\sqrt {G}}}}
Die rückseitige Reflektorfläche dient als Gegengewicht für die koaxiale Speisung. Sie ist etwa eine Wellenlänge groß.
Monofilare Wendelantennen sind relativ unkritisch hinsichtlich der Dimensionierung und daher gut zum Nachbau geeignet. Das hängt indirekt mit deren hoher relativer Bandbreite zusammen, die bereits bei einer gleichförmigen Helix etwa 60 % beträgt.
Die Impedanz {\displaystyle Z} (Einheit: Ohm, Ω) am Speisepunkt beziehungsweise Fußpunkt (Beginn der Wendel) beträgt:
{\displaystyle Z\approx 140\mathrm {\ \Omega } \cdot \pi \cdot {\frac {D}{\lambda }}}
oder mit {\displaystyle D={\frac {\lambda }{\pi }}}:
{\displaystyle Z\approx 140\mathrm {\ \Omega } }
Zur Anpassung des Fußpunktwiderstandes {\displaystyle Z} der Antenne an den des Zuleitungskabels (Koaxialkabel, meist 50–75 Ω) ist ein Resonanztransformator erforderlich, realisiert zum Beispiel durch einen entsprechend dimensionierten Blechstreifen.

### Bifilare Helixantenne
Die bifilare Bauform strahlt weniger gerichtet und arbeitet als Backfire-Antenne, strahlt also entgegen der Ausbreitung der Wanderwellen auf den Leitern. Aufgrund der durch die Abstrahlung gedämpften Wanderwelle hat sie eine über das breite Frequenzband flache Eingangsimpedanz und der Umgang mit den der Strahlrichtung abgewandten Enden der zwei Leiter ist unkritisch. In  wird eine Antenne beschrieben, die aus einer zur Spitze führenden Koaxialleitung gespeist wird, die zugleich den einen der beiden gewundenen Leiter bildet. Dadurch liegt der Kabelanschluss hinten. Dort sind die beiden Wendelenden miteinander verbunden, sodass sich Mantelströme auf dem wegführenden Koaxialkabel aufheben. Die Antenne benötigt kein Gegengewicht zur Speisung und keinen Reflektor.

### Quadrifilare Helixantenne

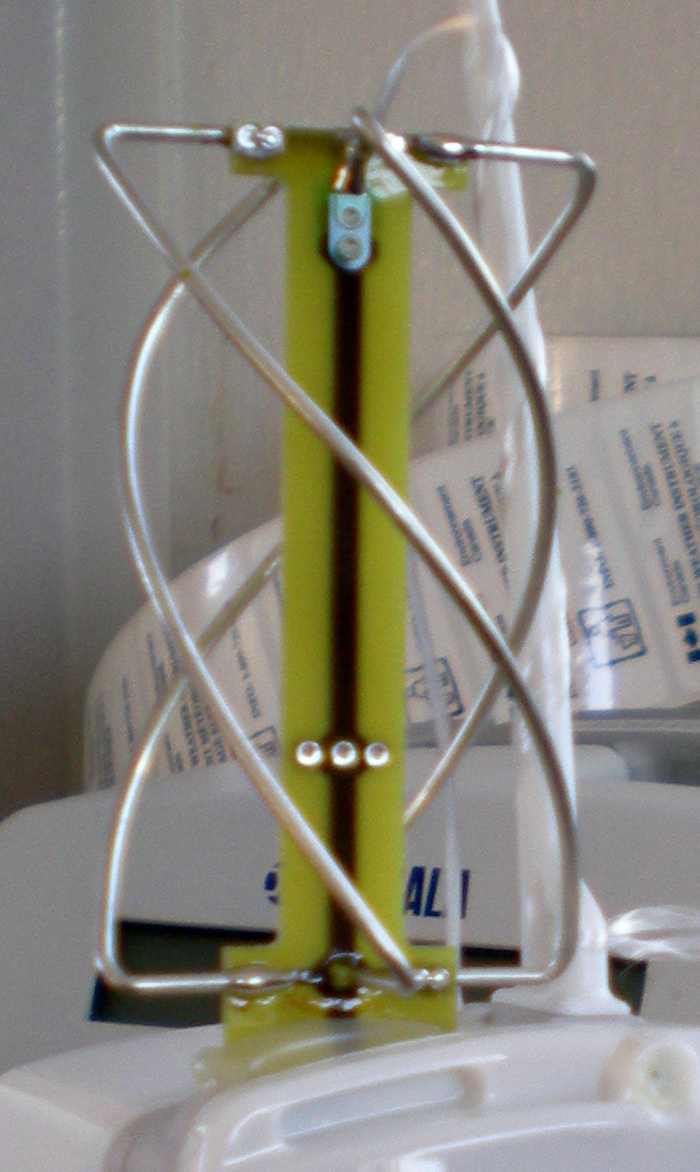
Resonante quadrifilare Helixantenne mit ½ Windung für den GPS-Empfang auf einer Radiosonde

Die quadrifilare Helixantenne wird durch vier schraubenförmig gewundenene, parallel und mit zueinander konstantem Abstand geführte Leiter gebildet. Der Anfang jedes Leiters wird im Bereich der Reflektorebene um 90° gedreht. In der nicht resonanten und breitbandigen Bauform der quadrifilaren Helixantenne wird die Anspeisung der vier Leiter um 90° gedreht. Es sind für maximalen Gewinn 7 bis 8 Windungen nötig. Für den Betrieb als Richtantenne ist, wie bei der monofilaren Ausführung, eine Reflektorwand nötig. Die quadrifilare Bauform weist bei höherem Herstellungsaufwand gegenüber der monofilaren Bauform einen höheren Antennengewinn auf. Je nach Drehsinn bei der Anspeisung der vier einzelnen Leiter ist der Drehsinn der zirkularen Welle gleich oder gegenläufig zum Drehsinn der Anspeisung.
Eine vor allem bei GPS-Empfängern wesentliche Bauform stellt die resonante quadrifilare Helixantenne dar, welche als Besonderheit schmalbandig ist und ohne Reflektorwand auskommt und damit besonders leicht ist. Sie ist durch vier Leiter gekennzeichnet, welche je nach Typ genau ¼ oder ½ Windung lang sind. Der Drehsinn der Leiter ist gegensinnig zum Drehsinn der zirkular polarisierten Welle.

## Anwendung
Da der Drehsinn der Wendel die Drehrichtung der abgestrahlten bzw. empfangenen zirkular polarisierten Welle bestimmt, muss der Drehsinn von Sende- und Empfangsantenne übereinstimmen. Dagegen ist jede Wendelantenne in der Lage, linear in beliebiger Richtung polarisierte Wellen zu empfangen. Daher setzt man sie oft auch in Fällen ein, bei denen unbestimmt linear polarisierte Wellen empfangen werden sollen — allerdings ist der Gewinn beim Empfang linear polarisierter Wellen um 3 dB geringer. Signale in der jeweils entgegengesetzt zirkularen Polarisation werden dagegen stark unterdrückt, sodass u. U. die unabhängige Nutzung der beiden Polarisationen im selben Frequenzbereich möglich wird.
Die zirkulare Polarisierung hat Vorteile in der Satelliten- und Weltraumkommunikation, weil kein Polarisations-Fading auftritt, wenn beim Durchgang durch die Ionosphäre die Polarisationsrichtung der Wellen in unvorhersehbarer Weise durch den Faraday-Effekt gedreht wird oder Raumsonden sich in der Orientierung drehen.
Zu den typischen Anwendungsbereichen zählen unter anderem:
- Satelliten und Raumfahrzeuge: oft kegelige Ausführung der Antennen als Mischform zwischen Wendel- und Spiralantenne.
- Zur erdgebundenen Satellitenkommunikation wie beispielsweise zur Verbindung mit Wettersatelliten
- Als einfach aufzubauende Richtantenne bei WLAN-Punkt-zu-Punkt-Verbindungen und im Amateurfunkbereich.
- Resonante, reflektorlose quadrifilare Helixantennen als sehr leichte GPS-Empfangsantennen mit hohem Antennengewinn, unter anderem an Radiosonden für die Wetterbeobachtung in der Meteorologie.

## Abgrenzung
Die manchmal umgangssprachlich und unscharf auch als „Wendelantenne“ bezeichneten Spulenantennen haben mit den Eigenschaften einer Wendelantenne nichts zu tun. Spulenantennen bestehen ganz oder teilweise aus einer einlagigen Zylinderspule, welche als wesentliches Merkmal klein gegenüber der Wellenlänge sind. Spulenantennen sind vom Prinzip her elektrisch verkürzte Viertelwellen-Dipolantennen. Die Induktivität der Spule verlängert die elektrische Länge bei verkürzter Baulänge.